# Giuseppe Busso
Giuseppe Busso (Torino, 27 aprile 1913 – Arese, 3 gennaio 2006) è stato un progettista italiano, famoso per aver progettato motori e meccanica per vetture da competizione e di serie.

## Biografia

### Gli inizi
Diplomato perito industriale, dopo il servizio militare entrò in FIAT, in qualità di calcolatore all'ufficio tecnico motori aviazione, nel 1937. Successivamente passò all'ufficio tecnico automotrici ferroviarie sperimentali.

### Il primo periodo all'Alfa Romeo
Nel 1939 Busso venne chiamato all'Alfa Romeo, dove iniziò ad occuparsi di studio e disegno di particolari per la fase di progettazione di vetture da corsa, sotto la guida del famoso ingegnere Orazio Satta Puliga. Durante la seconda guerra mondiale Busso rimase alle dipendenze dell'ingegnere spagnolo Wifredo Ricart ed operò nel servizio studi speciali. È in questo periodo che Busso completò gli studi, tramite dispense e pubblicazioni del Politecnico di Milano, divenendo così progettista qualificato a tutti gli effetti.
In seguito si occupò della progettazione di compressori e turbine d'aviazione.
Nel 1946 Gioachino Colombo gli propose di diventare direttore dell'ufficio tecnico della nascente Ferrari, in quel periodo impegnata nello sviluppo della prima delle sue vetture, la 125 S.

### L'esperienza in Ferrari

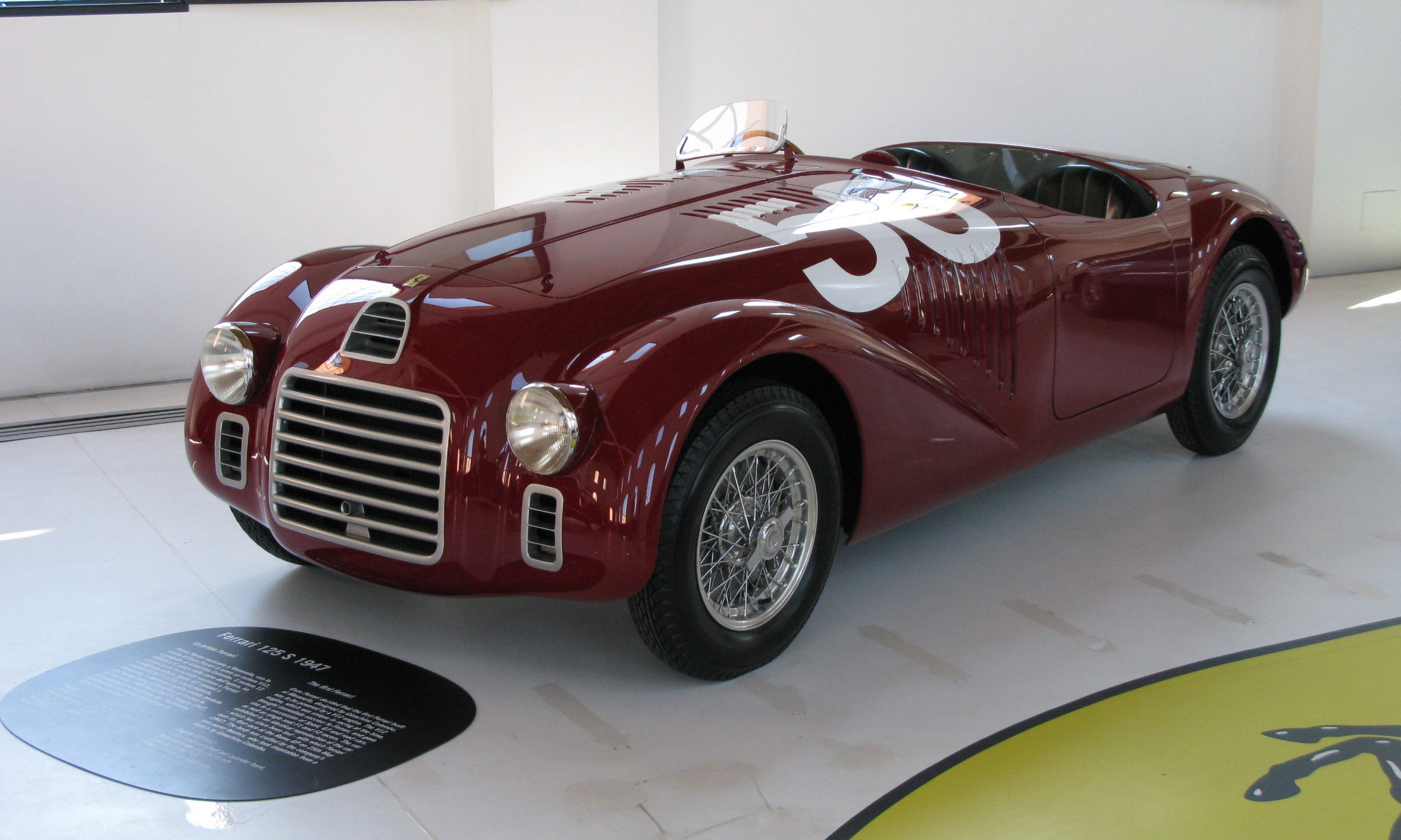
Ferrari 125 S, prima Ferrari della storia e progettata in collaborazione con Busso

Accettato con entusiasmo l'incarico offerto da Colombo, Busso lavorò sulla 125 S e, contemporaneamente, su due progetti di motori: un 1500 cm³ a dodici cilindri con compressore ed un sei cilindri, ricavato da una sola delle due bancate del motore della 125 S. Entrambi i motori non vennero poi realizzati, rimanendo allo stadio di semplici progetti. In Ferrari Busso si occupò anche di studiare una rivoluzionaria tipologia di sospensione posteriore, oltre a lavorare sul progetto della 159 da 2000 cm³, vettura che vincerà il Gran Premio Città di Torino il 12 ottobre 1947 dal pilota Raymond Sommer.
Nel 1948, dopo aver collaborato allo studio del tipo 166, in seguito alle divergenze con Colombo, Giuseppe Busso decise di lasciare la casa di Maranello e rientrò in Alfa Romeo, richiamato da Orazio Satta Puliga.

### Il ritorno all'Alfa Romeo
In Alfa Busso si dedicò allo sviluppo della meccanica di tutti i modelli che avrebbero fatto la storia contemporanea dell'Alfa Romeo: 1900, Giulietta, Giulia e derivate e Alfetta, oltre al famoso motore V6, che equipaggiò numerosi modelli di punta della casa del Biscione e che venne sempre identificato con il suo progettista, tanto da essere soprannominato e poi chiamato "V6 Busso". Tale motore rivisto ed aggiornato in varie versioni, venne utilizzato per più di 25 anni, anche per equipaggiare le versioni più potenti dell'Alfa 164, dell'Alfa Romeo 155, della Fiat Croma, della Lancia K e delle recenti Alfa 147, Alfa 156, Alfa 166, Alfa GTV, Alfa GT, e Lancia Thesis.
Busso fu inoltre uno dei primi progettisti in Alfa Romeo ad occuparsi dello sviluppo di una autovettura a trazione anteriore, che si concretizzò in vari studi ed in un prototipo, la Tipo 103 del 1959.
Giuseppe Busso fu per trent'anni una delle personalità più di spicco all'interno dell'Alfa Romeo e rimase ad essa molto legato anche dopo il suo pensionamento, avvenuto nel 1977, dalla carica di co-direttore generale.
I motori progettati sotto la sua direzione:
1950 4 cilindri bialbero basamento in ghisa 1900 e 2000
1954 4 cilindri bialbero in alluminio, il più famoso e longevo motore Alfa Romeo, costruito fino al 1998 dove trova la sua massima evoluzione con la progettazione del Twin Spark a testa stretta.
Punto di riferimento per tutti gli altri costruttori.
1960 6 cilindri in linea in alluminio, distribuzione bialbero di 2600 cc con potenza di 145 cv diretto discendente del bialbero a 4 cilindri.
1967 8 cilindri a V di 90° il motore sviluppato per la 33 stradale, viene utilizzato anche per la Montreal.
1979 6 cilindri a V di 60 gradi, particolare distribuzione a un albero a camme per ogni bancata ma con un sistema di rinvii e alberi per comandare le valvole di scarico disegnato dal suo braccio destro Edo Masoni.
Evoluto a 24 valvole e con due alberi a camme su ogni bancata dal team di Alessandro Picone e Paolo Lanati
Quest’ultimo è anche l’ultimo direttore della Meccanica di Arese ed è colui che volle fortemente progettare la 156 GTA e la 147 GTA con il 3.2 V6 24v, l’ultima evoluzione del V6 di Arese.
Nel settembre del 2004 viene chiusa la Meccanica di Arese uno dei primi atti di Sergio Marchionne, e Giuseppe Busso conclude il suo libro autobiografico Nel Cuore dell’Alfa grazie all’aiuto di Elvira Ruocco all’epoca Responsabile del Centro Documentazione Alfa Romeo.
Il 19 marzo 2005 il suo libro viene presentato in Alfa Romeo nel auditorium del Centro Direzionale alla presenza di tutta la sua famiglia, dei suoi ex colleghi, amici, e appassionati. 
Giuseppe Busso è deceduto il 3 gennaio 2006.
Al termine della celebrazione funebre diversi appassionati dell'Alfa Romeo, si sono ritrovati spontaneamente nel piazzale antistante la chiesa, mettendo in moto i motori bialbero (il motore che lo rappresenta di più) e sei cilindri delle loro autovetture in segno di estremo saluto al progettista. 
Non vi è notizia attendibile, invece, della presenza di qualche rappresentante di Fiat Auto in veste ufficiale.
Dopo la cerimonia, inoltre, alla cara salma è stato fatto eseguire il giro dell'ex stabilimento di Arese, in suo onore.